# Вранинци
 Тази статия е за селото в България.  За селото в Северна Македония вижте Вранинци (Община Кочани).  
Вранинци е село в Южна България. То се намира в община Мадан, област Смолян.

## География
Село Вранинци се намира в планински район.